# Wangen im Allgäu
Wangen im Allgäu – miasto w Niemczech, w kraju związkowym Badenia-Wirtembergia, w rejencji Tybinga, w regionie Bodensee-Oberschwaben, w powiecie Ravensburg, siedziba wspólnoty administracyjnej Wangen im Allgäu. Leży w regionie Allgäu, przy autostradzie A96 pomiędzy Leutkirch im Allgäu a Lindau (Bodensee), nad rzeką Obere Argen.
W 1950 założono tu stowarzyszenie Wangener Kreis – „Gesellschaft für Literatur und Kunst des Ostens e. V.” (Krąg Wangen – „Stowarzyszenie Literatury i Sztuki Wschodu”), grupujący pisarzy i artystów ze Wschodu, powojennych przesiedleńców, m.in. z dawnych wschodnich terenów Niemiec.

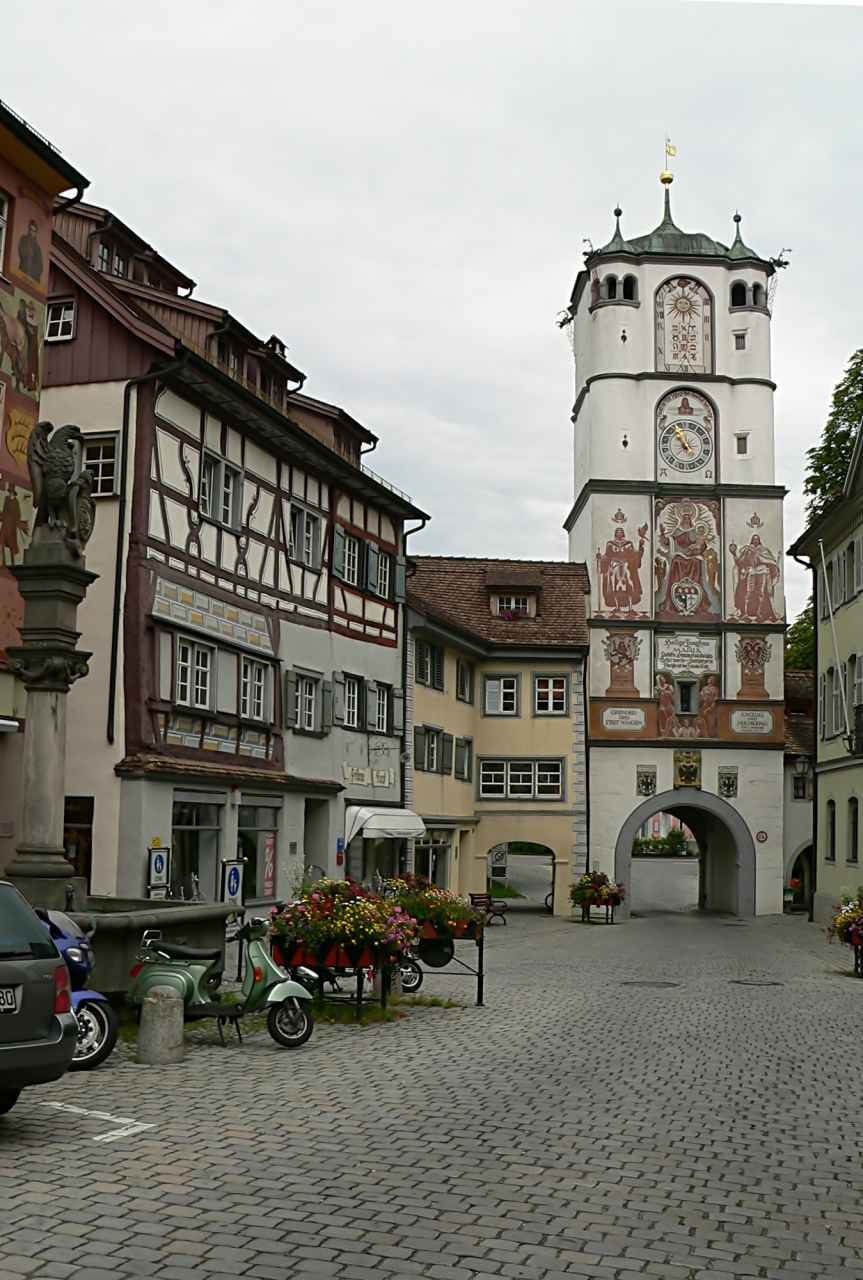
Brama Ravensburska

## Współpraca
Miejscowości partnerskie:
- Francja: La Garenne-Colombes
- Włochy: Prato